# Capivari
Capivari là một đô thị ở bang São Paulo của Brasil. Vị trí địa lý 22º59'42" độ vĩ nam và 47º30'28" độ vĩ tây, nằm trên độ cao 636 m trên mực nước biển. Đô thị này có diện tích 323,198 km², dân số ước năm 2007 là 43.779 người.

## Thông tin nhân khẩu
Dữ liệu dân số theo điều tra dân số năm 2000
Tổng dân số: 41.468
- Urbana: 33.484
- Rural: 7.984
- Homens: 20.623
- Mulheres: 20.845

Mật độ dân số (người/km²): 128,30
Tỷ lệ tử vong trẻ sơ sinh dưới 1 tuổi (trên một triệu người): 11,52
Tuổi thọ bình quân (tuổi): 73,73
Tỷ lệ sinh (số trẻ trên mỗi bà mẹ): 2,46
Tỷ lệ biết đọc biết viết: 92,39%
Chỉ số phát triển con người (HDI-M): 0,803
- Chỉ số phát triển con người - Thu nhập: 0,736
- Chỉ số phát triển con người - Tuổi thọ: 0,812
- Chỉ số phát triển con người - Giáo dục: 0,860

(Nguồn: IPEADATA)

### Sông ngòi
- Sông Capivari

### Các xa lộ
- SP-101
- SP-306
- SP-308